# If I Were Brittania I’d Waive the Rules
If I Were Brittania I’d Waive the Rules – szósty studyjny album walijskiej grupy hardrockowej Budgie.
LP nagrany w tym samym składzie, co wcześniejszy o rok Bandolier. Wszystkie utwory umieszczone na płycie skomponowali Burke Shelley i Tony Bourge. Nagrania zarejestrowano w 1976 w Rockfield Studios w pobliżu Monmouth. Inżynierem dźwięku był Pat Moran, a producentem nagrań sam zespół. LP został wydany w kwietniu 1976 przez wytwórnię A&M Records (AMLH 68377). W 2006 nakładem Noteworthy Productions ukazał się CD, na którym zamieszczono dodatkowe nagrania: nowe wersje dwóch utworów nagrane latem 2006 przez Shelleya, Bourge'a i Williamsa. Producentem był Burke Shelley.

## Muzycy
- Burke Shelley – gitara basowa, śpiew
- Tony Bourge – gitara
- Steve Williams – perkusja

Gościnnie
- Richard Dunn – instrumenty klawiszowe

## Lista utworów
Strona A
| 1. | „Anne Neggen”                              | 4:08  |
|    |                                            |       |
| 2. | „If I Were Brittania, I'd Waive the Rules” | 5:50  |
|    |                                            |       |
| 3. | „You're Opening Doors”                     | 4:20  |
|    |                                            |       |
| 4. | „Quacktors and Bureaucats”                 | 3:54  |
|    |                                            |       |
|    |                                            | 18:12 |
|    |                                            |       |
Strona B
| 5. | „Sky High Percentage”   | 5:58  |
|    |                         |       |
| 6. | „Heaven Knows Our Name” | 3:50  |
|    |                         |       |
| 7. | „Black Velvet Stallion” | 8:09  |
|    |                         |       |
|    |                         | 17:57 |
|    |                         |       |
Dodatkowe nagrania na CD wydanym w 2006
| 8. | „You're Opening Doors” (wersja 2006)  | 3:38  |
|    |                                       |       |
| 9. | „Black Velvet Stallion” (wersja 2006) | 7:56  |
|    |                                       |       |
|    |                                       | 11:34 |
|    |                                       |       |